# Elezioni parlamentari in Islanda del 1971
Le elezioni parlamentari in Islanda del 1971 si tennero il 13 giugno per il rinnovo di entrambe le camere dell'Althing. In seguito all'esito elettorale, Ólafur Jóhannesson, espressione del Partito Progressista, divenne Primo ministro.

## Risultati
| Liste                                         | Voti    | %     | Seggi        | Seggi       |
| Liste                                         | Voti    | %     | Camera bassa | Camera alta |
| --------------------------------------------- | ------- | ----- | ------------ | ----------- |
| Partito per l'Indipendenza                    | 38.170  | 36,22 | 15           | 7           |
| Partito Progressista                          | 26.645  | 25,28 | 11           | 6           |
| Alleanza Popolare                             | 18.055  | 17,13 | 7            | 3           |
| Partito Socialdemocratico                     | 11.020  | 10,46 | 4            | 2           |
| Unione dei Liberali e della Gente di Sinistra | 9.395   | 8,91  | 3            | 2           |
| Partito della Candidatura                     | 2.110   | 2,00  | -            | -           |
| Totale                                        | 105.395 |       | 40           | 20          |